# Manola Rodríguez Lázaro
Manuela Rodríguez Lázaro (Bilbao, 30 de septiembre de 1917-Barcelona, 24 de septiembre de 2009), conocida como Manola, fue una sindicalista española, luchadora antifranquista que ocupó cargos de responsabilidad en las Juventudes Socialistas Unificadas (JSU).

## Biografía
Era la mayor de los ocho hijos de Jesús Rodríguez y Manuela Lázaro. Era hermana de Jesús y de Armonía Rodríguez Lázaro. Su padre era un obrero anarquista, que fue perseguido por sus ideas políticas. Tras deambular, la familia se trasladó a Barcelona en 1925. A los catorce años empezó a trabajar de costurera en una fábrica textil.
En marzo de 1939, ella y su compañero Desiderio Babiano (1909-1985), un cartelista e ilustrador madrileño, intentaron huir de España en barco pero fue detenida en Alicante. Estaba embarazada de su primer hijo que nació en prisión. Una vez liberada vivió en Barcelona donde se incorporó a la actividad clandestina del Partido Comunista de España contra la dictadura franquista. Durante la huelga minera de Asturias de 1962, Rodríguez escondió durante quince días en su casa de la rambla del Carmelo a quince mineros asturianos que venían a la ciudad a recoger el dinero de la caja de solidaridad.
Una vez legalizado el PSUC, siguió militando hasta 1981, año en el que fundó el Partido de los y las Comunistas de Cataluña (PCC), del que fue fundadora y miembro de su Comité Central.
En 1997 fundó, con otras compañeras, la Asociación Mujeres del 36 con el objetivo de difundir el patrimonio oral sobre el papel de las mujeres en la guerra.

## Asociación Las mujeres del 36

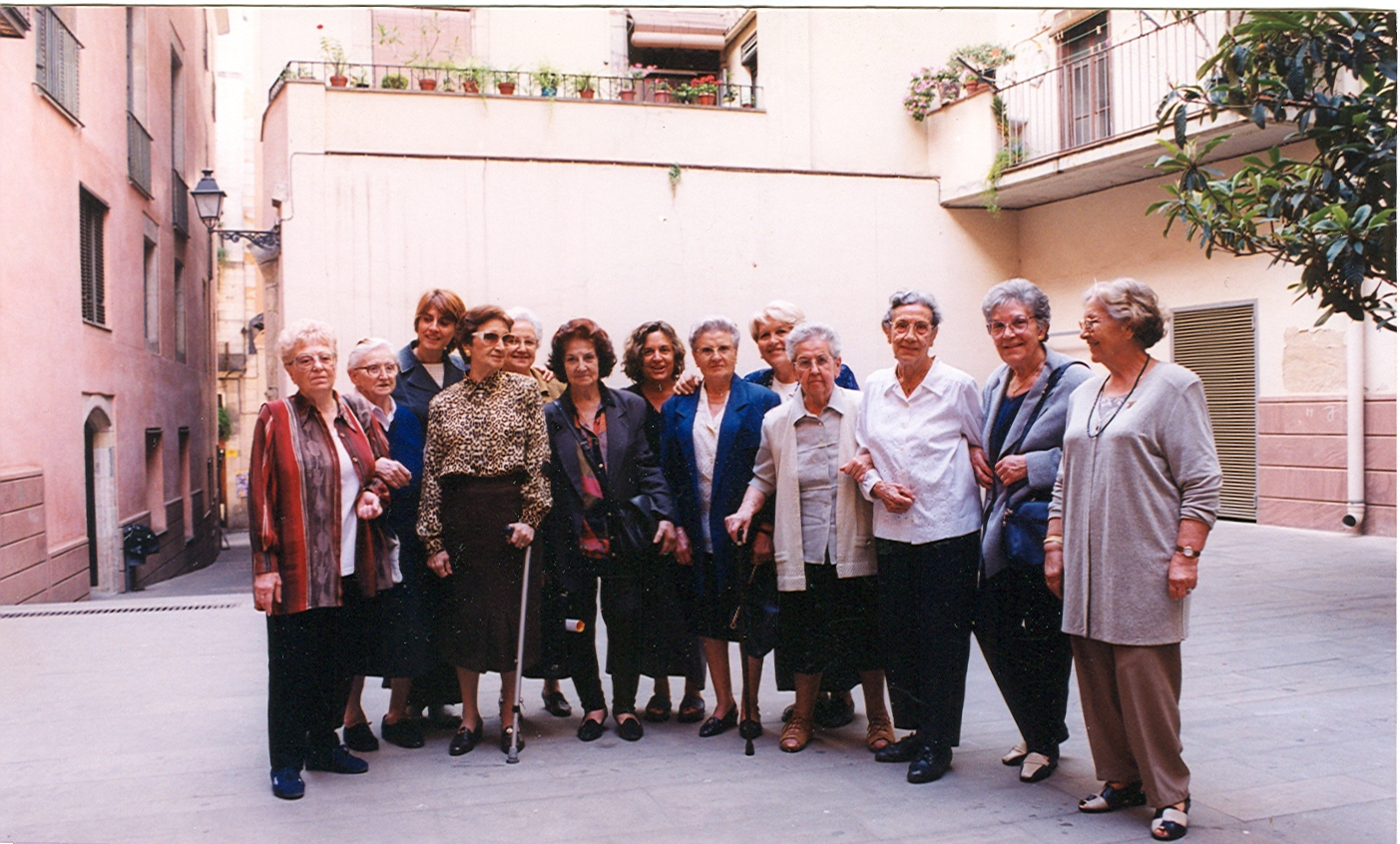
Las mujeres del 36

En 1997, Rodríguez Lázaro junto a un grupo de mujeres mayores de 80 años, constituyeron la asociación “Mujeres del 36” con el fin de recordar a las nuevas generaciones que los avances políticos y sociales de los que hoy disfruta la mujer datan de una lucha que se hace patente en 1931 con el advenimiento de la República. Y asimismo, para intentar que la historia no caiga en el olvido. Durante los diez años que duró la asociación, llevaron a cabo 179 charlas en institutos, 35 en universidades, 185 entrevistas personales, además de intervenciones en programas de radio, documentales etc.
La asociación se disolvió en el año 2006 dada la edad de las asociadas.

### El fondo oral
El testimonio oral de Rodríguez Lázaro fue recogido, junto con el de ocho mujeres más, por la historiadora Mercedes Vilanova y la antropóloga Mercedes Fernández Martorell. El material fue donado, en 1997, al Archivo Histórico de la Ciudad de Barcelona y, desde entonces, es una de las colecciones que se conservan y puede ser consultadas en la sección Fondo oral, concretamente es la colección Fondo oral Mujeres del 36.

## Reconocimientos
En 2001 recibió la Medalla al trabajo President Macià de la Generalidad de Cataluña por su trayectoria política y sindical en el sindicato Comisiones Obreras.